# Gunner
Een gunner (ook wel shooter genoemd) is een speler in het American en Canadian football. Een gunner behoort tot het speciale team dat ingezet wordt tijdens specifieke spelmomenten.
Deze speler heeft als taak langs de zijlijn van het veld te rennen om de kick returner of de punt returner te stoppen; dit zijn tegenstanders die na een kick-off of punt met de bal opkomen en terreinwinst proberen te maken.
Veel gunners spelen ook als defensive back of wide receiver in een American footballteam, omdat de eigenschappen van deze soort spelers overeenkomen. Voornamelijk snelheid is voor deze drie posities van belang.
Aanval: Quarterback · Wide receiver · Tight end · Center · Guard · Offensive tackle · Running back · Fullback · H-back

Verdediging: Defensive tackle · Defensive end · Nose tackle · Linebacker · Defensive back

Speciale teams: Placekicker · Punter · Long snapper · Holder · Punt returner · Kick returner · Gunner